# Survivor Series (2014)
Survivor Series (2014) — щорічне pay-per-view шоу «Survivor Series», що проводиться федерацією реслінгу WWE. Шоу відбулося 23 листопада 2014 року в Скоттрейд-центр(англ. Scottrade Center) у Сент-Луїс, Міссурі (США). Це було 28 шоу в історії «Survivor Series». Вісім матчів відбулися під час шоу та ще один перед показом.
Билеты на это шоу поступили в продажу в конце августа 2014 года.